# Crandon (condado de Forest, Wisconsin)
Crandon es un pueblo ubicado en el condado de Forest en el estado estadounidense de Wisconsin. En el Censo de 2010 tenía una población de 650 habitantes y una densidad poblacional de 7,02 personas por km².

## Geografía
Crandon se encuentra ubicado en las coordenadas 45°35′46″N 88°58′22″O / 45.59611, -88.97278. Según la Oficina del Censo de los Estados Unidos, Crandon tiene una superficie total de 92.62 km², de la cual 87.61 km² corresponden a tierra firme y (5.41%) 5.01 km² es agua.

## Demografía
Según el censo de 2010, había 650 personas residiendo en Crandon. La densidad de población era de 7,02 hab./km². De los 650 habitantes, Crandon estaba compuesto por el 91.38% blancos, el 0% eran afroamericanos, el 6.46% eran amerindios, el 0% eran asiáticos, el 0% eran isleños del Pacífico, el 0.77% eran de otras razas y el 1.38% pertenecían a dos o más razas. Del total de la población el 1.08% eran hispanos o latinos de cualquier raza.